# Нелестно
Нелестно (пол. Nielestno) — село в Польщі, у гміні Влень Львувецького повіту Нижньосілезького воєводства.
Населення — 303 особи (2011).
У 1975-1998 роках село належало до Єленьоґурського воєводства.

## Демографія
Демографічна структура станом на 31 березня 2011 року:
|          | Загалом | Допрацездатний вік | Працездатний вік | Постпрацездатний вік |
| -------- | ------- | ------------------ | ---------------- | -------------------- |
| Чоловіки | 188     | 20                 | 138              | 30                   |
| Жінки    | 115     | 11                 | 76               | 28                   |
| Разом    | 303     | 31                 | 214              | 58                   |